# Esbeck
Esbeck è una frazione (Ortsteil) della città di Elze, nel land della Bassa Sassonia, in Germania.

## Storia
Già comune autonomo nel circondario di Gronau, passò a quello di Alfeld il 1º ottobre 1932; fu soppresso e incorporato a Elze il 1º marzo 1974.